# Западная сиалия
Западная сиалия (лат. Sialia mexicana) — певчая птица семейства дроздовых.

## Описание
Длина тела составляет от 15 до 18 см. У самца брюхо серого цвета, верхняя часть тела и горло окрашены в ярко-голубой цвет, а грудь красного цвета. Самка менее красочна: окраска груди коричневая, спина, горло и макушка головы серого цвета.

## Распространение
Западная сиалия обитает в полуоткрытых ландшафтах в западной части Северной Америки, избегая пустынных областей. Она конкурирует с другими птицами, такими как домовый воробей, скворец или речная ласточка за места гнездования.
Северные популяции мигрируют зимой на юг, южные популяции, как правило, оседлые.

## Питание
Эта птица ловит насекомых в полёте или из засады. Ягоды дополняют рацион птиц.

## Размножение
В кладке от 2 до 8 яиц голубоватого цвета. Выводковый период длится 19—22 дня.